# Ourisia microphylla
Ourisia microphylla är en grobladsväxtart som beskrevs av Eduard Friedrich Poeppig och Endl.. Ourisia microphylla ingår i släktet Ourisia och familjen grobladsväxter. Inga underarter finns listade i Catalogue of Life.